# 萨卢贾
萨卢贾（義大利語：Saluggia），是意大利韦尔切利省的一个市镇。总面积31平方公里，人口4182人，人口密度134.9人/平方公里（2009年）。ISTAT代码为002128。